# Prince of Jutland
Prince of Jutland, ou Royal Deceit (Brasil: Jutland - Reinado de Ódio / Portugal: O Príncipe de Jutland) é uma adaptação cinematográfica de 1994 dirigido por Gabriel Axel sobre a lenda do príncipe dinamarquês Amleto, baseando-se no livro do século XII Feitos dos Danos de Saxão Gramático, que também supostamente foi a inspiração para a obra de William Shakespeare, Hamlet.

## Elenco
- Gabriel Byrne como Fenge
- Helen Mirren como Geruth
- Christian Bale como Amleto
- Brian Cox como Aethelwine
- Steven Waddington como Ribold
- Kate Beckinsale como Ethel
- Saskia Wickham como Gunvor